# Alan Hampson
Alan Hampson (31 tháng 12 năm 1927 - tháng 8 năm 1989) là một cầu thủ bóng đá người Anh thi đấu ở vị trí tiền đạo tầm xa.

## Sự nghiệp
Sinh ra ở Prescot, Hampson thi đấu cho Everton, Halifax Town, Bradford City và Prescot Cables.